# アーカンソー郡 (アーカンソー州)
アーカンソー郡（アーカンソーぐん、英: Arkansas County）は、アメリカ合衆国アーカンソー州の南東部に位置する郡である。2010年国勢調査での人口は19,019人であり、2000年の20,749人から8.3％減少した。郡庁所在地は2つあり、北部はスタットガート市（人口9,326人）であり、南部はデウィット市（人口3,292人）である。アーカンソー郡は1813年12月13日に州内75郡の最初の郡として設立され、郡名はアーカンソー族インディアンに因んで名付けられた。
アーカンソー郡は州名と同じ名前を持つ郡であり、このような郡は合衆国内には他に6郡しかない（ハワイ州ハワイ郡、アイオワ州アイオワ郡、アイダホ州アイダホ郡、ニューヨーク州ニューヨーク郡、オクラホマ州オクラホマ郡、ユタ州ユタ郡）

## 地理
アメリカ合衆国国勢調査局に拠れば、郡域全面積は1.033.79平方マイル (2,677.5 km2)であり、このうち陸地988.49平方マイル (2,560.2 km2)、水域は45.30平方マイル (117.3 km2)で水域率は1.77％である。

### 主要高規格道路
- アメリカ国道79号線
- アメリカ国道165号線
- アーカンソー州道1号線
- アーカンソー州道11号線
- アーカンソー州道17号線
- アーカンソー州道33号線

### 空港
アルミラ市民空港は、郡内にある公共用途空港である。所有者であるアルミラ町の中心事業地区から西に3海里 (6 km) に位置している。

### 隣接する郡
- プレーリー郡 - 北
- モンロー郡 - 北東
- フィリップス郡 - 東
- デシェイ郡 - 南
- リンカーン郡 - 南西
- ジェファーソン郡 - 西
- ロノーク郡 - 北西

### 国立保護地域
- アーカンソーポスト国立保護区
- ホワイト川国立野生生物保護区（部分）

## 人口動態

人口ピラミッド

以下は2000年の国勢調査による人口統計データである。
| 基礎データ - 人口: 20,749人 - 世帯数: 8,457 世帯 - 家族数: 5,970 家族 - 人口密度: 8人/km2（21人/mi2） - 住居数: 9,672軒 - 住居密度: 4軒/km2（10軒/mi2） 人種別人口構成 - 白人: 75.19% - アフリカン・アメリカン: 23.36% - ネイティブ・アメリカン: 0.21% - アジア人: 0.36% - その他の人種: 0.21% - 混血: 0.66% - ヒスパニック・ラテン系: 0.767% 年齢別人口構成 - 18歳未満: 24.8% - 18-24歳: 8.3% - 25-44歳: 26.3% - 45-64歳: 24.4% - 65歳以上: 16.2% - 年齢の中央値: 39歳 - 性比（女性100人あたり男性の人口） - 総人口: 90.9 - 18歳以上: 86.0 | 世帯と家族（対世帯数） - 18歳未満の子供がいる: 31.4% - 結婚・同居している夫婦: 53.0% - 未婚・離婚・死別女性が世帯主: 13.9% - 非家族世帯: 29.4% - 単身世帯: 26.1% - 65歳以上の老人1人暮らし: 12.4% - 平均構成人数 - 世帯: 2.41人 - 家族: 2.89人 収入と家計 - 収入の中央値 - 世帯: 30,316米ドル - 家族: 36,4723米ドル - 性別 - 男性: 28,914米ドル - 女性: 21,127米ドル - 人口1人あたり収入: 16,401米ドル - 貧困線以下 - 対人口: 17.8% - 対家族数: 14.1% - 18歳未満: 24.8% - 65歳以上: 15.5% |

## 都市と町
| - アルミラ - デウィット - 郡庁所在地 | - ジレット - ハンフリー | - セントチャールズ - スタットガート - 郡庁所在地 |

## 郡区
アーカンソー州の郡はさらに郡区に小区分されている。各郡区には未編入領域と、編入済み自治体がある。現代の郡区にはその維持目的が限られたものになっている。アメリカ合衆国国勢調査局は郡区を元に人口を集計している。また系図調査など歴史的な目的には価値がある。1つ以上の郡区に入っている町や都市は統計調査に基づいて扱われる。アーカンソー郡の郡区は下記リストの17区であり、その中に含まれる町や都市を括弧書きしている。
- アーカンソー（ジレット）
- バートン
- バイユーミート
- ブリュワー
- チェスター
- クロケット
- ガーランド
- ガムポンド（スタットガートの大半）
- ヘントン（ハンフリー）
- キートン
- ラグルー（デウィット）
- マクフォール
- ミルバイユー（アルミラ）
- モリス（スタットガートの一部）
- ポイントデルース
- プレーリー（セントチャールズ）
- スタンリー